# Adolphe-Marie du Caurroy
Pour les articles homonymes, voir du Caurroy.
Adolphe-Marie du Caurroy de la Croix, né le 5 janvier 1788 à Eu et mort le 28 juin 1850 à Paris, est un jurisconsulte français.

## Biographie
Fils d'un avocat au Parlement de Paris, Adolphe-Marie du Caurroy suit les cours de la Faculté de droit de Paris à partir de 1806. Il est licencié en droit en 1809 puis docteur en 1811. Il commence une carrière d'avocat avant d'être nommé professeur suppléant à la Faculté de droit de Paris en 1819, puis professeur en 1821. Il y enseigne jusqu'à sa mort le droit romain.
Débarrassant l'enseignement du droit romain des commentaires qui l'étouffaient et de l'esprit de système, il le ramena à l'étude des textes. Il publia dans ce but :
- les Institutes de Justinien, trad. sur le texte de Jacques Cujas, 1813 ;
- les Institutes nouvellement expliquées, 1822-1827.

Il publiait, avec Édouard-Louis-Joseph Bonnier et Jean-Baptiste Roustain, un Commentaire du Code Civil lorsque la mort vint le surprendre.
Du Caurroy est un des fondateurs de la Thémis et de la Revue de Législation.

## Sources
- Notices d'autorité :   - VIAF
  - ISNI
  - BnF (données)
  - IdRef
  - LCCN
  - GND
  - CiNii
  - Belgique
  - Pays-Bas
  - NUKAT
  - Vatican
  - Grèce
  - WorldCat
- Dictionnaire historique des juristes français, XIIè-XXè siècle, Paris, PUF, 2007, p.265

Cet article comprend des extraits du Dictionnaire Bouillet. Il est possible de supprimer cette indication, si le texte reflète le savoir actuel sur ce thème, si les sources sont citées, s'il satisfait aux exigences linguistiques actuelles et s'il ne contient pas de propos qui vont à l'encontre des règles de neutralité de Wikipédia.